# Hypenodes lacticolor
Hypenodes lacticolor är en fjärilsart som beskrevs av Barend J. Lempke 1966. Hypenodes lacticolor ingår i släktet Hypenodes och familjen nattflyn. Inga underarter finns listade i Catalogue of Life.